# Joseph Hirsch Weiss
Ne doit pas être confondu avec Isaac Hirsch Weiss.
Joseph Hirsch Weiss est un rabbin hongrois du XIXe siècle (Podola, 1800 - Erlau, 1881).
Descendant d’une longue lignée de rabbins résidant en Moravie au XVIIe siècle et au XVIIIe siècle, dont le nom était originellement Weissfeld, il officie quelque temps comme rabbin de la congrégation de Sook-Szelocze. Il devient en 1840 grand-rabbin d’Erlau, où il demeure jusqu'à sa mort.
Dirigeant majeur du parti ultra-orthodoxe hongrois, Joseph Hirsch Weiss est l’un des opposants les plus farouches au judaïsme réformé. À Pest, il est identifié au mouvement de Lajos Kossuth en 1848 et est obligé de chercher refuge pour quelque temps dans le monastère d’Erlau, sous la protection de l'archevêque résident. Déféré devant les autorités royales de Vienne sous la charge de sédition, il est acquitté.
Une importante partie de sa bibliothèque, consistant principalement en responsa, a été donnée par son petit-fils Stephen S. Wise à l’université Columbia, à New York.